# Paywall

Fiktives Abbild einer Paywall

Als Paywall (anhörenⓘ) – aus dem Englischen lit. Bezahlmauer, im Deutschen auch Bezahlschranke, selten Mautmauer – wird ein Mechanismus bezeichnet, mit dem bestimmte Inhalte eines Webangebots nur nach dem Bezahlen eines Entgeltes oder dem Abschluss eines Abonnements sichtbar sind (Paid Content oder Bezahlinhalte). Der Begriff ist besonders bei Websites von Zeitungen und Zeitschriften gebräuchlich, die mit einer Paywall versuchen, ein Geschäftsmodell zu entwickeln, um neben einer Finanzierung mittels Anzeigen weitere Einnahmen im World Wide Web zu generieren. Häufig werden Paywall-Inhalte mit dem Zeichen + oder dem Wort „Plus“ gekennzeichnet.

## Geschichte
Lange Zeit war das Wall Street Journal die einzige große Zeitung, die seit 1998 Inhalte komplett hinter einer Paywall vorhielt und Leser zu einem Abonnement nach einer persönlichen Anmeldung verpflichtete. Im Juni 2010 zog die Londoner Times nach. Im Jahr 2011 führte die New York Times eine weitere Paywallvariante ein: Das Konzept der so genannten metered paywall sieht vor, dass ein Leser, der im Monat beim Aufruf von Online-Artikeln eine bestimmte Anzahl überschreitet, zu einer Zahlung aufgefordert wird. Ausgenommen davon sind Print-Abonnenten sowie Internetnutzer, die per Link von einer Suchmaschine, einem Blog oder einem sozialen Netzwerk auf die Homepage geleitet werden. Umgesetzt wird dieses Verfahren mithilfe von JavaScript-Code und Cookies.
Die Internetzeitung The Daily verfolgte das System, sämtliche Inhalte nur gegen Bezahlung einer entsprechenden App bzw. ein Abonnement anzubieten; sie musste aufgrund mangelnder Akzeptanz eingestellt werden. Die Mediengruppe Madsack setzt seit Anfang 2012 bei Tageszeitungen sowohl Freemium als auch Metered-Modelle ein.
Die taz setzt auf sogenanntes Social Payment. Im Frühjahr 2011 wurde unter der Bezeichnung „taz-zahl-ich“ ein Modell eingeführt, bei dem der Leser aufgefordert wird, freiwillig – je Artikel, einmalig oder auch regelmäßig – einen Betrag zu überweisen, um sich dafür zu bedanken, dass die Inhalte der Zeitung weiterhin frei verfügbar bleiben. Im November 2014 wurde bekannt, dass damit seit Einführung des Modells über 300.000 Euro eingenommen wurden – pro Monat durchschnittlich 10.000 Euro. Beim Online-Auftritt derStandard.at wurde im Oktober 2014 das FairUse-Abo ins Leben gerufen. Demnach sollten entweder Werbeblocker deaktiviert oder aber monatlich ein fixer Betrag gezahlt werden.
Nach dem Vorbild der New York Times führte Ende 2012 auch die Neue Zürcher Zeitung eine Paywall ein.
Le Temps, Tages-Anzeiger/Newsnet in der Schweiz, Haaretz in Israel sowie weitere Zeitungen führten ähnliche Konzepte ein. Ebenso wie die Springerzeitungen Berliner Morgenpost und Hamburger Abendblatt in Deutschland, wo Welt Online (seit dem 12. Dezember 2012) und Bild.de (seit Juni 2013) teilweise mit Bezahlschranken nach dem Konzept der metered paywall betrieben werden. Süddeutsche.de und FAZ.NET wollten bis Ende 2013 ebenfalls Paid content einführen. Bei Süddeutsche.de sei eine Mischung aus Freemium und Metered Modell geplant.
Entgegen ihren ursprünglichen Plänen gab Zeit Online bekannt, kein Paid content einführen zu wollen.
Im Dezember 2013 gab der Bundesverband Deutscher Zeitungsverleger (BDZV) bekannt, dass mittlerweile 70 Zeitungstitel in Deutschland Paid-Content-Modelle auf ihren Websites eingerichtet hätten. Im November 2014 waren es bereits 100 deutsche Tageszeitungen, welche eine Bezahlschranke eingeführt hatten.
Die Plattform Blendle bündelt landesweit Zeitungen und Magazine verschiedener Verleger. Hinter einer Paywall werden 56 Titel angeboten, bezahlt wird pro abgerufenem Artikel. Nach dem ersten Jahr hatten sich auf dem niederländischen Angebot von Blendle über 250.000 Nutzer registriert.
Eine 2017 durchgeführte Studie des Reuters Institute for the Study of Journalism an der Universität Oxford fand, dass Paywalls mittlerweile ein essentieller Bestandteil der digitalen Medienlandschaft sind. Basierend auf einer Stichprobe von 171 Nachrichtenwebseiten in sechs europäischen Ländern, stellten die Forscher fest, dass rund 66 % aller Zeitungen mittlerweile eine Paywall auf ihren Webseiten eingeführt haben. Die Studie stellte jedoch auch fest, dass die Zahl der Nutzer, die für Inhalte im Internet zahlen, weiterhin gering ist und die zunehmenden Verluste der Medienorganisationen durch den schrumpfenden Anzeigenmarkt vorerst nicht auffangen kann.
Im Februar 2021 gab der BDZV bekannt, dass 85 % der Unternehmen in der Digitalpublisher- und Zeitungsbranche die Bedeutung von Paid Content als strategisch hoch oder sogar existenziell einschätzen. Binnen drei Jahren werde sich der Anteil des digitalen Kerngeschäfts am Gesamtumsatz nach Erwartung der Verlage verdoppeln. Nach Angaben des BDZV haben 178 von 598 Deutschen Zeitungen Paid Content im Angebot (siehe Weblink) (Stand 7. März 2021). Demnach bieten inzwischen sowohl Die Zeit als auch die Frankfurter Allgemeine Zeitung und die Süddeutsche Zeitung eine Mischung aus freien Inhalten und Paid Content an.
Häufig werden Paywall-Inhalte mit dem Zeichen + oder dem Wort „Plus“ gekennzeichnet. Der Vorgang, einen Artikel in einen Bezahlinhalt oder Plus-Artikel umzuwandeln, wird mit dem Verb „plussen“ (ein Artikel wird „geplust“) bezeichnet.

## Vor- und Nachteile
In der Diskussion sind seit dem Siegeszug von Internet und Social Media immer wieder die Auswirkungen durch technische Veränderungen – auch im Zusammenhang mit dem Stichwort Zeitungssterben. Die Vor- und Nachteile werden meist an Einzelbeispielen aufgezeigt.
Nach der Einführung der Paywall bei der Londoner Tageszeitung The Times im Juni 2010 verlor die Website gut zwei Drittel ihrer Leser. Eine Studie von UKOM/Nielsen im Auftrag der Zeitschrift „Marketing“ ergab damals, dass auch diejenigen Leser, die sich ein Online-Abonnement hätten leisten können, durch die bloße Notwendigkeit, sich registrieren zu müssen, von der Nutzung der Website abhalten ließen. Das sei für die Werbekunden nachteilig, weil diese gerade hinter einer Paywall eine gewisse Mindestzahl an wohlhabenden Kunden ansprechen möchten. Außerdem entgingen der Zeitung dadurch Einnahmen aus dem lukrativen Zusatzgeschäft wie dem Sunday Times Wine Club, weil diese erst über ein Upgrade des Online-Abos zugänglich seien, was sich als eine weitere Hürde erwiesen habe, schreibt die Zeitschrift weiter. Deshalb seien viele prominente Werbekunden ausgeblieben. Natürlich eignet sich eine Website, die mit einer Bezahlschranke versehen ist, nicht für Werbung, die sich an ein Massenpublikum richtet. Anderen Berichten zufolge seien sogar drei Viertel der bisherigen Leser weggeblieben, und der Guardian rechnete vor, dass gar 90 Prozent der früheren Leser abhandengekommen seien. Der Marktanteil der Times an allen britischen Zeitungen online sei damals von 15 auf unter ein Prozent gefallen. In einem Interview vom Januar 2015 sprach sich der Executive Director of Digital Strategy des Guardian, Wolfgang Blau, gegen die Einführung einer Paywall aus, da ohne Paywall höhere Erlöse erzielbar seien.
Nach dem ersten halben Jahr mit einer Paywall zog der General Manager von „Welt online“ bei einer Tagung des BDZV eine erste Zwischenbilanz. Die konkrete Zahl der Zahler nannte er nicht; er bezeichnete sie lediglich als „ermutigend“. Am 7. August 2013 wurde bekanntgegeben, dass die Zahl der digitalen Abonnenten der Welt zum 30. Juni 2013 mehr als 47.000 beträgt. Diskutiert wurde allerdings die Aussagekraft der Zahlen hinsichtlich der Bereitschaft, für Inhalte im Netz zu zahlen, da das Abo unter anderem in Kombination mit einem iPad mini beworben und verkauft wurde.
Die IVW veröffentlichte im Juni 2014 erstmals Verkaufszahlen von Paid-Content-Angeboten. Demnach hatte im Mai 2014 die Bild 200.571 digitale Abos verkauft, die Welt kam im selben Zeitraum auf 52.672 elektronische Abos. Im Juni 2016 hatte Die Welt mehr als 75.000 digitale Abonnenten.
Während der Präsidentschaftswahl 2016 in den USA hoben drei große New Yorker Tageszeitungen ihre Paywalls vorübergehend auf.
Johannes Caspar findet es eine zutiefst beunruhigende Entwicklung, dass die zahlenden Kunden, die den Verlagen auch namentlich bekannt sind, mit jedem Klick verfolgt werden. Die Presseverlage und Medienhäuser seien so immer mehr zu Datensammlern und Spionen ihrer Leserschaft, und damit zu Komplizen der Big-Tech-Firmen und Gefangene der Datenökonomie geworden.